# Luis de Lossada
Luis de Lossada, aussi orthographié Losada, né à Quiroga le 20 février 1681 et mort à Salamanque le 27 février 1748, est un prêtre jésuite philosophe et polémiste espagnol.

## Biographie
On connaît peu d'éléments sur sa vie, sinon qu'il est issu d'une famille de petite noblesse, qu'il a reçu une bonne éducation. Après avoir rejoint les Jésuites, il devient professeur de théologie et surtout enseignant des Saintes Écritures au collège de Salamanque. Parallèlement à ses activités d'enseignant, à l'image d'un autre jésuite espagnol de la même époque, le père José Francisco de Isla, il consacre beaucoup d'énergie à la défense de la Compagnie de Jésus et aux querelles universitaires.

## Ses œuvres
Luis de Lossada est l'auteur de Institutiones dialecticæ, vulgo summulæ ad primam partem Philosophici cursus pertinentes (Salamanque, 1721) et d'un Cursus philosophici… in compendium redacti et in tres partes divisi (Salamanque, 1724, 1730 et 1735). À cet égard, il fait un peu figure de « dernier scolastique », mais les jugements sont assez unanimes quant à son originalité (y compris Marcelino Menéndez y Pelayo). C'est surtout la deuxième partie du cours où apparaît sa dimension novatrice, à savoir la Physique, comprenant un important « discours préliminaire » Præliminaris ad Physicam dissertatio. De nova vel innovata Philosophia, quæ Cartesiana Corpuscularis et Atomica vocitatur. Il y dépeint la philosophie naturelle des « novateurs », tout en les critiquant sur cinq points :
- la philosophie corpusculaire nie l'existence du composé substantiel et également la génération substantielle ;
- il n'y a aucune activité des causes secondes ;
- aucun corps ne diffère de l'autre par la substance ;
- critique de l'automatisme comme consubstantiel à la philosophie nouvelle ;
- celle-ci reste fondamentalement opposée aux enseignements de la foi.

Toutefois, ces réserves n'empêchent pas Lossada d'adopter toute une série d'innovations de la nouvelle physique. Selon Benito Jerónimo Feijoo, Lossada aurait ouvert les auditoires espagnols à la philosophie expérimentale.